# 秘密の花園 (バラエティ番組)
『秘密の花園』（ひみつのはなぞの）は、1992年4月から9月までフジテレビで放送されていた深夜バラエティ番組。

## 概要
『1or8』、『B☆QTV』から引き続きB21スペシャルがメインを務めた深夜番組で、放送日時は土曜深夜から金曜深夜2:55 - 3:25に変更。一般観覧の若者たちを集い、収録は東京浅草のSTUDIO ROXにて行われていた。
内容は主に『オールナイトフジ』で3人が受け持っていたコーナーの寄せ集めや素人いじりのコーナーが中心になるなど、前番組までの路線とはまったく異なっていた。
オープニングタイトル映像のBGMにはマドンナの「ヴォーグ」が、エンディング曲にはシャ乱Qの「ラーメン大好き小池さんの唄」が使用されていた。
最終回の最後に「しばらく冬眠に入ります。また春にお会いしましょう。」とスーパーで出ていたが、その後リニューアルしての番組再開はされずB21スペシャルとしてのフジテレビ深夜番組は本番組で打ち切られ幕を閉じた。
終了後3年半経過した1996年4月から、ヒロミが単独出演する深夜バラエティ番組『前略ヒロミ様』がスタートした。

## 主な出演者
- B21スペシャル
- T-BACKS
- 一般参加者　ほか

## 主なスタッフ
- 構成：遠藤察男、吉野晃章 ほか / 小園浩巳
- 技術：八峯テレビ
  - ＳＷ：山城英司
  - カメラ：奈良岡茂樹
  - ＶＥ：吉本勝弘、高山昌樹【週替り】
- 照明：FLT
- 音声・ＰＡ：ブル (倉上宏之、小沢成人、藤田洋幸【週替り】)
- 音響効果：川端智之（4-Legs）
- 編集：中根敏晶（パッチワーク）
- ＭＡ：郡司佐茂亜（4-Legs）
- ＴＫ：山口美香
- 美術制作：山田茂夫
- 美術進行：林 勇、林 潤一、武田方征【週替り】
- タイトル：岩崎光明
- 収録スタジオ：STUDIO ROX
- 制作協力：Call
- ＡＤ：深沢一浩
- ディレクター：遠藤達也、北村要、加藤雅之
- プロデューサー：後藤正行、梁取正彦
- 制作著作：フジテレビ

| フジテレビ B21スペシャルのバラエティ番組 | フジテレビ B21スペシャルのバラエティ番組 | フジテレビ B21スペシャルのバラエティ番組 |
| 前番組                                   | 番組名                                   | 次番組                                   |
| ---------------------------------------- | ---------------------------------------- | ---------------------------------------- |
| B☆QTV （1991年12月 - 1992年3月）         | 秘密の花園 （1992年4月 - 1992年9月）     | なし                                     |